# Фолленхофен, Самуэль
Самуэль Фолленхофен (Samuel Constantinus Snellen van Vollenhoven; 1816—1880) — голландский энтомолог.

## Биография
С 1834 по 1839 годах изучал юридические науки в Лейдене, получил звание магистра правоведения и занимался адвокатурой в Гааге. Впоследствии занялся естественными науками, перешёл к изучению насекомых и в 1854 году назначен консерватором энтомологического отделения Лейденского музея. В 1845 году помогал существенно при учреждении Нидерландского энтомологического общества, президентом которого состоял с 1852 года до смерти. В 1862 году философским факультетом университета Гронинген удостоен звания почетного доктора. Фолленхофен хотя одинаково интересовался почти всеми отрядами насекомых, о чём свидетельствуют его многочисленные работы, но в особенности стал известен своими сочинениями по перепончатокрылым насекомым. Фолленхофен принимал участие в издании журналов «Allgemeene Konst en Letterbode» и «Tijdschrift vor Entomologie».

## Труды
- «De schadelijke Insekten in Tuinen met de Middelen tot derzelver Verdelgung» (Роттерд., 1843);
- «Naamlijst van de Nederland’sche schildviengelige Insecten» (P., 1854 и продолж., 1872);
- «De inlandsche Bladweshen in hare gedaanteverwisselingen en lebenswyze beschrewen» (Амстердам, 1857—1880; в 21 част., с 54 табл.);
- «Naamlijst van Nederlandsche vliesvlengelige Insecten (Hymenoptora)» (P., 1858, продолж., 1869 и 1873), «Overzigt der gelede Dieren. Natuurlijke Historie van Nederland» (Гарлем, 1861);
- «Beschrijvingen en Afbeeldingen van Nederlandsche Vlinders» (Амстердам, 1860—1879, в 4 ч. с 168 табл.);
- «Essay d’une Faune entomologique de l’Archipele Indo-néerlandais» (Гаага, 1863—65);
- «De inlandschen Hemipteren» (8 ч., «Tijdschr. v. Entom.», 1868—78);
- «Pinacographia. Afbeeldingen van meer dan 1000 Soortten van Nordwest-Europeesche sluipwespen» (Гаага, 1875—80);
- «Hemiptera — Heteroptora Necrlandica» (1878, 22 табл.).